# EST Gee
EST Gee, pseudonimo di George Albert Stone III (Louisville, 11 maggio 1994), è un rapper statunitense.

## Biografia
Bigger than Life or Death (2021), quarto mixtape, è stato il primo ingresso del rapper nella top ten della Billboard 200, raggiungendo la 7ª posizione con oltre 30 000 unità equivalenti; è stato in seguito certificato oro dalla Recording Industry Association of America per le oltre 500 000 unità accumulate. Bigger than Life or Death, Pt. 2 (2021), invece, si è fermato alla 65ª posizione della classifica.
Nell'aprile 2022 viene presentato il mixtape Last Ones Left, in collaborazione con 42 Dugg, che ha replicato l'esito del quarto mixtape nella graduatoria LP statunitense. Qualche mese più tardi ha partecipato all'incisione della raccolta della CMG Gangsta Art, classificatasi 11ª. È poi avvenuta la pubblicazione dell'album in studio d'esordio I Never Felt Nun, progetto con cui riesce a esordire nuovamente nella top ten statunitense.
L'ottavo mixtape Mad ha fatto l'ingresso nella Billboard 200 alla 25ª posizione. El Toro 2 è diventato il settimo progetto del rapper a esordire nella top 100 nazionale. La RIAA gli ha certificato 3 milioni di unità in singoli.

## Discografia

### Album in studio
- 2022 – I Never Felt Nun
- 2025 – I Aint Feeling You
- 2025 – My World

### Mixtape
- 2019 – El Toro
- 2019 – Die Bloody
- 2020 – Ion Feel Nun
- 2020 – I Still Don't Feel Nun
- 2021 – Bigger than Life or Death
- 2021 – Bigger than Life or Death, Pt. 2
- 2022 – Last Ones Left (con 42 Dugg)
- 2023 – Mad
- 2023 – El Toro 2

### Raccolte
- 2022 – Gangsta Art (con la CMG)

### Singoli
- 2019 – Morals
- 2019 – Taught Different (con Sada Baby)
- 2020 – On the Floor (feat. Icewear Vezzo & Payroll Giovonni)
- 2020 – Shoot Sumn
- 2021 – Lick Back
- 2021 – Catch a Body (con BangBangSg)
- 2021 – Bigger than Life or Death
- 2021 – Capitol 1
- 2021 – PSK (con Lane Allen)
- 2021 – Defense (con Stunna2fly)
- 2021 – Play 4 Keeps (con YS e Helluva)
- 2021 – Lamborghini Geeski
- 2022 – Who Hotter than Gee
- 2022 – Cold Gangsta (con Yo Gotti e 42 Dugg)
- 2022 – Free the Shiners (con 42 Dugg)
- 2022 – Everybody Shooters Too (con 42 Dugg)
- 2022 – Keep It Real (con French Montana e Harry Fraud)
- 2022 – Blood
- 2022 – Love Is Blind
- 2022 – Hell
- 2022 – Fight That Switch (Walk) (con Lil Double 0)
- 2023 – Free Smoke (con DJ Drama, French Montana e Big30)
- 2023 – If I Stop Now
- 2023 – Blow Up
- 2023 – Come Eat wit Us (con Young Scooter)
- 2023 – Undefeated
- 2023 – 25min Freestyle
- 2023 – Turn the Streets Up
- 2023 – A Moment with Gotti (feat. Yo Gotti)
- 2023 – XXL
- 2023 – Never Need (feat. Selfpaid Savage)
- 2024 – Go
- 2024 – The Streets
- 2024 – RIP Lu Mike
- 2025 – Take My Time Geeski Sh Feb 23